# 상임항소법관
상임항소법관(Lords of Appeal in Ordinary)은 영국의 대법관이다. 총 12명이며, 종신직이지만 75세까지 재판업무를 본다. 2005년 헌법개혁법으로 신설되었다.
2005년 헌법개혁법(Constitutional Reform Act 2005)으로, 영국은 여러개의 대법원이 있으며, 의회와 겸직하던 기존 사법부 시스템을, 미국의 사법부 독립식 단일 대법원 체제로 바꾸었다. 이전까지는 영국 상원의장(Lord Chancellor)이 대법원장을 겸직을 하였으나, 의회로부터 대법원을 완전히 분리시켰다. 기존의 상원의장 겸 대법원장(Lord Chancellor)이 더 이상 대법원 재판업무를 보지 않게 했다. 따라서 중세이래 사법부 2인자였던 Lord Chief Justice가 대법원장이 되고, 사법부 1인자인 Lord Chancellor는 상원의장 겸 신설 법무부 장관이 되었다.
과거에 대법원은 상원 내에 설치되어 있어서 12명의 상원상임법관(Law Lords)들에 의하여 최종심이 운영되었으나 2009년 10월 상원으로부터 분리된 대법원이 설치됨으로써 입법부로부터 완전히 독립하게 되었다. 대법관은 모두 12명(1명은 여성)인데, 여왕이 Lord Chancellor(상원의장 겸 신설 법무부의 장관)를 통한 총리의 추천을 받아 최종적으로 임명한다. 대법관은 종신제가 원칙이나 재판업무는 75세까지만 종사할 수 있다.

## 같이 보기
- 영국 대법원장 - 로드 치프 저스티스. 중세시대 영국 사법부 제2인자
- 영국의 상원 의장 - 로드 챈슬러. 중세시대 영국 사법부 제1인자
- 미국 연방대법관 - 종신직
- 대한민국의 대법관 - 임기 6년 연임제
- 영국 대법원